# Radish
Radish（ラディッシュ）は、1980年代終盤に活動した吉村龍太と遠藤友貴（ともに1973年生まれ）のテクノ・音楽ユニットで既に解散済。
当時中学生だった吉村（ボーカルとキーボードを担当）と遠藤（ボーカルとドラムを担当）が結成し、作詞作曲も彼ら自身が担当。代表作は「少年記」（1989年、廃盤）で、そのほかは数枚CDを出したのみである。その後、吉村は単独で音楽家となり現在は作曲家・音楽プロデューサーとして多くの楽曲提供をしているが、遠藤は一般の社会人になっているようである。当時の吉村のボーイソプラノからの声変わりが解散の原因ともなっている。

## シングル
- 100,000,000℃のめまい（1989年2月24日）
- サンタクロースの夏休み（1989年6月25日）
- 黒い瞳のサンタクロース（1989年10月25日）
- ハロー!ハロー!!（1990年3月25日）